# Marathon des mots
Le Marathon des mots est un festival international de littérature, créé en 2005 par Olivier Poivre d'Arvor et Olivier Gluzman et organisé chaque année à Toulouse dans le courant du mois de juin. La manifestation est aujourd’hui dirigée par Serge Roué et Dalia Hassan.

## Le festival
Avec plus de 170 rendez‐vous littéraires, débats, lectures, cafés littéraires, rencontres et spectacles en 4 jours jusqu'en 2018 puis 6 jours à partir de l'édition 2019, dans près de 80 lieux (librairies, théâtres, centres culturels, maisons de quartiers de Toulouse métropole et en région ...), le Marathon des mots, l'une des plus importantes manifestations littéraires en France, rassemble plus de 60 000 spectateurs par édition. 
Consacré à la lecture à haute voix, à la littérature et à la scène, le Marathon des mots a accueilli depuis sa création : 
- les plus grands noms de la littérature mondiale : Salman Rushdie, J. M. G. Le Clézio, David Lodge, Yasmina Reza, Alan Pauls, J. M. Coetzee, Atiq Rahimi, Amos Oz, Umberto Eco, André Brink, Jonathan Coe, Alaa El Aswany, Gamal Ghitany, Mahmoud Darwich, Boualem Sansal, Michel Tournier, Russell Banks, Christine Angot, Claudio Magris, Eugène Savitzkaya, Annie Ernaux, Erri de Luca, Will Self, Alain Mabanckou, Daniel Pennac, Laurent Gaudé, Jean d'Ormesson, Edmonde Charles-Roux ;
- de prestigieux comédiens : Isabelle Huppert, Fanny Ardant, Jean Rochefort, Nicole Garcia, Omar Sharif, André Dussollier, Richard Berry, Ariane Ascaride, Sami Frey, Lambert Wilson, Charles Berling, Michaël Lonsdale, Charlotte Rampling, Catherine Allégret, Josiane Balasko, Pierre Arditi, Lou Doillon, Carole Bouquet, Denis Podalydès, Jacques Bonnaffé, Daniel Mesguich ;
- des éditeurs : Jean-Marc Roberts, Françoise et Hubert Nyssen, Christian Bourgois, Paul Otchakovsky-Laurens, Teresa Cremisi, Olivier Cohen, Antoine Gallimard, Anne-Marie Métailié ;
- de nombreux artistes et musiciens : Sophie Calle, Steven Cohen, Charles Aznavour, Guy Béart, Jane Birkin, Cali, Arthur H, Alex Beaupain, Bertrand Belin, Sanseverino, Oxmo Puccino, Barbara Carlotti, Jeanne Cherhal, Albin de la Simone, Mathias Malzieu, Babx, Magyd Cherfi.

Le Marathon des mots a collaboré également à une version européenne de son concept à Bruxelles en biennale (Le Marathon des mots de Bruxelles) et à une édition méditerranéenne annuelle (Al Kalimat) à Tunis – tout en organisant à Toulouse un Marathon d’avril jusqu'en 2016 consacré à des initiatives en direction du jeune public et des scolaires et un Marathon d’automne, autour d’une grande figure de l’édition française jusqu'en 2018. 